# Caplet
Een caplet is een term uit de financiële wereld, die een bepaald type derivaat aanduidt, een renteoptie.

## Achtergrond
Een caplet is een optie met als onderliggende waarde een forward rate agreement (FRA). Men kan dus een caplet nemen op bijvoorbeeld een 6 tegen 12 FRA. Doel van de aankoop van een caplet is het indekken tegen een hoge rentestijging, met een caplet wordt een plafond gelegd in wat er betaald moet worden.
Settlement op de expiratiedatum van een caplet is altijd een cash settlement, ofwel een uitkering in geld. Dat houdt in dat er op de expiratiedatum van de caplet er geld uitgekeerd wordt, wanneer de marktrente hoger is dan de contractrente. Het is dus een vorm van een calloptie. De putoptie tegenhanger van de caplet is de floorlet. Dat houdt dus ook in dat wanneer de marktrente lager is dan de contractrente, de caplet waardeloos afloopt.
Een cap (optie) is een serie van caplets, een “strip”, op achtereenvolgende FRA’s.

## Voorbeeld van een caplet
Als voorbeeld wordt een volgende caplet gekocht:
Caplet: 2,080% op een 3 tegen 9 FRA per 1-2-2005
FRA: onderliggende waarde van 100.000.000 euro
Onderliggende waarde van een caplet is een FRA, in dit voorbeeld een 3 tegen 9 FRA.
Is nu de geldmarktrente op de settlementdatum, 1 mei 2005, hoger dan 2,080%, is de geldmarktrente dan bijvoorbeeld 2,100% voor de 6-maands Euribor, dan krijgt de koper van de caplet het verschil. Het verschil is 0,02% van de onderliggende waarde van de FRA.

In het voorbeeld:
0,02% van 100.000.000 is 20.000 euro.
Dus de verkoper van de caplet betaalt op 1 mei 2005 20.000 euro aan de koper.
| FRA contractrente | Caplet contractrente | Euribor op settlementdatum |  | koper caplet | verkoper caplet | koper FRA | verkoper FRA |
| ----------------- | -------------------- | -------------------------- |  | ------------ | --------------- | --------- | ------------ |
| 2,070%            | 2,080%               | 2,100%                     |  | + 0,02%      | - 0,02%         | + 0,03%   | - 0,03%      |

In dit voorbeeld is de marktrente dus sterker gestegen dan verwacht, de verkoper van de FRA heeft zijn verlies deels ingedekt door een caplet te kopen.
Andersom, in geval van een dalende rente:
| FRA contractrente | Caplet contractrente | Euribor op settlementdatum |  | koper caplet | verkoper caplet | koper FRA | verkoper FRA |
| ----------------- | -------------------- | -------------------------- |  | ------------ | --------------- | --------- | ------------ |
| 2,070%            | 2,080%               | 2,040%                     |  | nihil        | nihil           | - 0,03%   | + 0,03%      |

In dit geval wordt de caplet waardeloos, de koper van de FRA moet aan de verkoper van de FRA het renteverschil betalen.